# Rhinobatos
Rhinobatos es un género de peces de la familia Rhinobatidae en el orden de los Rajiformes.

## Especies
Las especies de este género son:
- Rhinobatos albomaculatus Norman, 1930
- Rhinobatos annandalei Norman, 1926
- Rhinobatos annulatus Müller & Henle, 1841
- Rhinobatos blochii Müller & Henle, 1841
- Rhinobatos cemiculus Geoffroy Saint-Hilaire, 1817
- Rhinobatos formosensis Norman, 1926
- Rhinobatos holcorhynchus Norman, 1922
- Rhinobatos hynnicephalus Richardson, 1846
- Rhinobatos irvinei Norman, 1931
- Rhinobatos jimbaranensis Last, White & Fahmi, 2006
- Rhinobatos leucorhynchus Günther, 1867
- Rhinobatos leucospilus Norman, 1926
- Rhinobatos lionotus Norman, 1926
- Rhinobatos microphthalmus Teng, 1959
- Rhinobatos nudidorsalis Last, Compagno & Nakaya, 2004
- Rhinobatos ocellatus Norman, 1926
- Rhinobatos obtusus
- Rhinobatos penggali Last, White & Fahmi, 2006
- Rhinobatos percellens Walbaum, 1792
- Rhinobatos petiti Chabanaud, 1929
- Rhinobatos punctifer Compagno & Randall, 1987
- Rhinobatos rhinobatos Linnaeus, 1758
- Rhinobatos sainsburyi Last, 2004
- Rhinobatos salalah Randall & Compagno, 1995
- Rhinobatos schlegelii Müller & Henle, 1841
- Rhinobatos spinosus Günther, 1870
- Rhinobatos thouin Lacépède, 1798
- Rhinobatos thouiniana Shaw, 1804
- Rhinobatos variegatus Nair & Lal Mohan, 1973
- Rhinobatos zanzibarensis Norman, 1926